# Press to Play
Press to Play (укр. Натисні, щоб грати) — студійний альбом Пола Маккартні 1986 року.

## Список композицій
Усі пісні написано Полом Маккартні й Ериком Стюартом, крім позначених окремо.
1. «Stranglehold» — 3:36
2. «Good Times Coming/Feel the Sun» (Маккартні) — 4:55
3. «Talk More Talk» (Paul McCartney) — 5:18
4. «Footprints» — 4:32
5. «Only Love Remains» (Маккартні) — 4:13
6. «Press» (Маккартні) — 4:43
7. «Pretty Little Head» — 5:14
8. «Move Over Busker» — 4:05
9. «Angry» — 3:36
  - За участю Піта Тауншенда (електрогітара) і Філа Коллінза (ударні)
10. «However Absurd» — 4:56
11. «Write Away» — 3:00
12. «It's Not True» (Paul McCartney) — 5:53
  - за участю Філа Коллінза (ударні)
13. «Tough On A Tightrope» — 4:42

## Зовнішні посилання
- Інформація про альбом на сайті jpgr.co.uk [Архівовано 7 червня 2008 у Wayback Machine.]
- Рецензія Георгія Старостіна (1/5) [Архівовано 6 липня 2008 у Wayback Machine.]